# Psychotria rubiginosa
Psychotria rubiginosa är en måreväxtart som beskrevs av Adolph Daniel Edward Elmer och Elmer Drew Merrill. Psychotria rubiginosa ingår i släktet Psychotria och familjen måreväxter.

## Underarter
Arten delas in i följande underarter:
- P. r. jacobsii
- P. r. rubiginosa